# Campionati mondiali di pentathlon moderno 2006
I campionati mondiali di pentathlon moderno 2006 si sono svolti a Città del Guatemala, in Guatemala, dove si sono disputate le gare maschili e femminili, individuali ed a squadre.

## Risultati

### Maschili
| Evento              | Oro                                                               | Argento                                                    | Bronzo                                                   |
| Individuale         | Edvinas Krungolcas                                                | Viktor Horváth                                             | Andrejus Zadneprovskis                                   |
| A squadre           | Lituania Edvinas Krungolcas Andrejus Zadneprovskis Tadas Žemaitis | Ungheria Viktor Horváth Sándor Fülep Ákos Kállai           | Rep. Ceca Libor Capalini Michal Michalík Michal Sedlecký |
| Staffetta a squadre | Ungheria Ákos Kállai Viktor Horváth Sándor Fülep                  | Bielorussia Michail Prakapenka Dzmitryj Meljach Jahor Lapo | Cina Cao Zhongrong Qian Zhenhua Liu Jenli                |

### Femminili
| Evento              | Oro                                                        | Argento                                                           | Bronzo                                                       |
| Individuale         | Marta Dziadura                                             | Viktoriya Tereshchuk                                              | Omnia Fakhry                                                 |
| A squadre           | Polonia Marta Dziadura Paulina Boenisz Sylwia Czwojdzińska | Gran Bretagna Georgina Harland Mhairi Spence Katherine Livingston | Ungheria Zsuzsanna Vörös Csilla Füri Vivien Máthé            |
| Staffetta a squadre | Polonia Paulina Boenisz Marta Dziadura Edyta Małoszyc      | Regno Unito Mhairi Spence Georgina Harland Lindsey Weedon         | Russia Polina Stručkova Ljudmila Sirotkina Tat'jana Muratova |

## Medagliere
| Posizione | Paese         |   |   |   | Totale |
| --------- | ------------- | - | - | - | ------ |
| 1         | Polonia       | 3 | 0 | 0 | 3      |
| 2         | Lituania      | 2 | 0 | 1 | 3      |
| 3         | Ungheria      | 1 | 2 | 1 | 4      |
| 4         | Gran Bretagna | 0 | 2 | 0 | 2      |
| 5         | Bielorussia   | 0 | 1 | 0 | 1      |
| 5         | Ucraina       | 0 | 1 | 0 | 1      |
| 7         | Cina          | 0 | 0 | 1 | 1      |
| 7         | Rep. Ceca     | 0 | 0 | 1 | 1      |
| 7         | Egitto        | 0 | 0 | 1 | 1      |
| 7         | Russia        | 0 | 0 | 1 | 1      |
| Totale    | Totale        | 6 | 6 | 6 | 18     |